# Kübra Öztürk
Kübra Öztürk (Ankara, 11 de mayo de 1991) es una ajedrecista turca que obtuvo los títulos FIDE de Mujer Maestra FIDE (WFM) en 2006, Mujer Maestra Internacional (WIM) en 2009 y Mujer Gran Maestra (WGM) el 5 de febrero de 2011.

## Carrera
Nació en 1991 en el seno de una familia de bajos ingresos, siendo la tercera hija de Durak Öztürk, trabajador de un taller de confección, y su esposa Gülizar. Tiene una hermana y un hermano. Creció en una chabola de una sola habitación en los suburbios de Mamak, en el distrito metropolitano de Ankara, capital dle país, con sus padres y su abuelo paralítico.
Con ocho años, en 1998, asistió a un curso de ajedrez en su barrio. Ocho meses después de empezar, su instructor de ajedrez İslam Osmanoğlu llevó a Kübra al Campeonato Mundial Juvenil de Ajedrez celebrado en Oropesa del Mar (España), donde quedó en el puesto 44.º de su categoría de edad. A los nueve años, quedó tercera en la categoría Sub-10 del campeonato nacional. Después de 1999, ganó seis veces el título de campeona de Turquía. En 2006 y 2007, Öztürk se proclamó campeona de Europa. En el Campeonato del Mundo celebrado en Kemer (Turquía), en noviembre de 2007, quedó cuarta en la categoría femenina Sub-16, aunque reunió los mismos puntos que la ganadora.
Tras la Olimpiada de Ajedrez de 2006 en Turín (Italia), se le concedió el título de Mujer Maestra FIDE (WFM). Kübra Öztürk fue nombrada Gran Maestra tras su éxito en el Campeonato Mundial Femenino de Clubes de Ajedrez celebrado en Mardin (Turquía) como segunda WGM tras Betül Cemre Yıldız.
Mientras tanto, ayudó a financiar la educación de su hermano Mehmet, que estudiaba Física en la Universidad Süleyman Demirel de Isparta, con sus ingresos procedentes del ajedrez.
Ganó el título femenino del Campeonato Turco de Ajedrez en Kemer, del 29 de enero al 2 de febrero de 2012, derrotando en la última partida a Betül Cemre Yıldız, defensora del título.
Jugó en el tablero tres para Turquía en las Olimpiadas de Ajedrez Femenino, que tuvo lugar en Bakú (Azerbaiyán) en 2016, con una puntuación de +4 =4 -3.